# Marietta Karamanli
Pour les articles homonymes, voir Karamanli (homonymie).
Marietta Karamanli, née le 18 décembre 1964 à Athènes (Grèce), est une personnalité politique française, membre depuis 2007 du groupe socialistes et apparentés à l'Assemblée nationale. En 2019, à la suite de sa candidature dissidente aux élections municipales au Mans, elle est exclue du Parti socialiste pour un an.

## Biographie
Marietta Karamanli apprend le français dans sa jeunesse à l'Institut français de la ville de Volos, en Grèce.
Docteur en sciences politiques, elle est enseignante à l'université du Mans.
Elle s'engage dans la vie politique locale du Mans en 1989 en étant élue sur la liste de Robert Jarry, maire de la ville depuis 1977. Elle est réélue lors des municipales de 1995.
En 1998, elle entre au conseil général de la Sarthe en étant élue dans le canton du Mans-Nord-Ouest. Cette croissante prise de responsabilités dans la vie locale se concrétise par une nomination comme adjointe de Jean-Claude Boulard, le nouveau maire socialiste de la ville élu à la suite des élections municipales de 2001. En 2004, elle est réélue, dès le 1er tour, conseillère générale.
Elle a été élue députée le 17 juin 2007, pour la XIIIe législature (2007-2012), après avoir choisi de se présenter dans la deuxième circonscription de la Sarthe en battant, au deuxième tour, le député sortant Jean-Marie Geveaux (UMP) avec 52,48 % des suffrages.
À l'Assemblée nationale, elle siège au sein du groupe Socialiste, radical, citoyen et divers gauche et est membre de la commission des lois et de la délégation de l'Assemblée nationale pour l'Union européenne. Elle est par ailleurs membre du Conseil de l'Europe et a été désignée présidente du groupe d'amitié France-Chypre et vice-présidente du groupe d'amitié France-Grèce.
À la suite de son élection comme députée, et conformément à la loi sur le cumul des mandats, elle a démissionné le 17 juillet 2007 de son mandat d'adjointe au maire préférant continuer à siéger au conseil général.
Cependant, après la réélection de Jean-Claude Boulard à la mairie du Mans le 9 mars 2008, elle reprend son poste d'adjoint au maire.
Les 22 et 29 juin 2008, à la suite de sa démission de conseillère générale, une élection partielle est organisée dans le canton Le Mans Nord Ouest. Dans ce secteur, que Marietta Karamanli avait enlevé au RPR en 1998, elle parvient à assurer sa succession avec l'élection de la socialiste Christiane N'Kaloulou, conseillère municipale du Mans.
Karamanli est réélue députée en 2012 dans la deuxième circonscription de la Sarthe.
Candidate à sa succession à l'occasion des élections législatives de 2017, elle l'emporte et est réélue députée au second tour avec 61,88% des voix.
Aux élections municipales de 2020 au Mans, elle se présente en candidate dissidente contre le maire Stéphane Le Foll. Elle est exclue du Parti socialiste pour un an et perd au second tour avec 36 % des voix.
De nouveau membre du Parti socialiste, la direction nationale de celui-ci et la NUPES l'investissent candidate à sa succession lors des élections législatives de 2022, mais elle doit cependant faire face à une dissidence soutenue par la fédération locale du Parti socialiste. Elle est réélue au second tour avec 63,06% des voix.

## Mandats

### Députée
- Depuis le 20 juin 2007 : députée de la deuxième circonscription de la Sarthe

### Conseillère générale
- 23 mars 1998 - 28 mars 2004 : membre du conseil général de la Sarthe (élue dans le canton du Mans-Nord-Ouest)
- 29 mars 2004 : réélue au 1er tour conseillère générale de la Sarthe, canton Le Mans Nord Ouest

### Conseillère municipale / maire
- 20 mars 1989 - 18 mars 1995 : membre du conseil municipal du Mans
- 19 mars 1995 - 18 mars 2001 : membre du conseil municipal du Mans et vice-présidente de la Communauté Urbaine du Mans, chargée de l'environnement
- 18 mars 2001 - 17 juillet 2007 : adjointe au maire du Mans
- depuis le 18 juillet 2007 : membre du conseil municipal du Mans